# Henriette d'Este
Henriette d'Este (en italien : Enrichetta d'Este) (née le 27 mai 1702 à Modène, dans l'actuelle région d'Émilie-Romagne, alors dans le duché de Modène et Reggio et morte le 30 janvier 1777 à Borgo San Donnino) est une princesse italienne issue de la maison d'Este, devenue duchesse de Parme par son mariage avec Antoine Farnèse.

## Biographie
Née au palais ducal de Modène, elle est la dernière enfant de Renaud III d'Este, duc de Modène et Reggio, et de la princesse Charlotte-Félicité de Brunswick-Calenberg.
En 1723, la peintre Rosalba Carriera, à la demande de son père Renaud d'Este, réalise deux portraits au pastel de la princesse lors de son séjour à Modène. L'un est aujourd'hui conservé au Musée des Offices de Florence, et l'autre, avec ceux de ses sœurs, à la Gemäldegalerie Alte Meister, à Dresde.

### Un mariage de courte durée

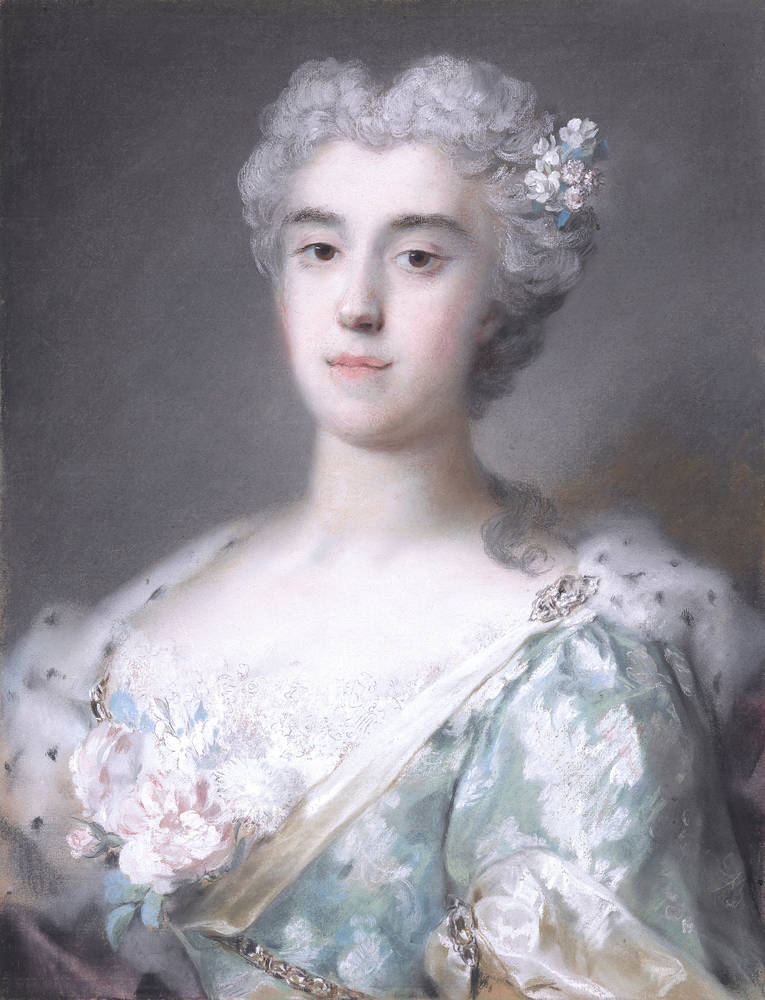
La duchesse de Parme.

Le 5 février 1728, elle épouse par procuration Antoine Farnèse, duc de Parme et Plaisance. Le marié est représenté par le prince héritier de Modène, François-Marie, frère d'Henriette. En raison des nombreux liens de sang entre les deux familles, une dispense papale est nécessaire pour autoriser le mariage.
La nouvelle duchesse fait son entrée solennelle à Parme le 6 juillet, par la porte San Michele, au milieu des acclamations des Parmesans. Le mariage est suivi de fêtes somptueuses, et des représentations théâtrales auront lieu jusqu’en 1730.
Cependant, le 20 janvier 1731, au terme de trois jours de souffrances, Antoine Farnèse meurt à 51 ans. La veille de sa mort, le duc avait eu le temps de proclamer comme héritier universel, le « ventre enceint » de son épouse.

### Le «ventre enceint»
Devenue veuve, Henriette représente, par son « ventre enceint », l'avenir politique du duché de Parme : un conseil de régence, établi par le testament du duc, comprend la duchesse, l'évêque de Parme, le premier secrétaire d'État, le majordome du palais et deux gentilshommes de la cour.
Le petit territoire est en effet convoité par l'Espagne mais aussi par l'Autriche et par le Saint-Siège. Dans le cas où un garçon ne verrait pas le jour, il est prévu que les territoires des Farnèse reviennent aux fils de la nièce d'Antoine, la reine d'Espagne Élisabeth Farnèse. Dès le 22 janvier, le comte Carlo Stampa de Soncino, plénipotentiaire de l’empereur en Italie, occupe Parme avec vingt compagnies d’infanterie et quatre de cavalerie. De son côté, le pape Clément XII, par deux brefs apostoliques datés du 25 et du 31 janvier, fait valoir ses droits sur la souveraineté du duché. L’occupation irrite le pape qui se limite à une protestation formelle. Le 22 juillet, en raison du traité de Séville, 6 000 soldats espagnols entrent en Toscane et à Parme. Les forces armées sont de nouveau équilibrées mais au détriment du Saint-Siège.
Au cours de ces mois d’attente, la duchesse, incertaine quant à son état, est soumise à de régulières visites gynécologiques. Le 31 mai, sur l’insistance de la reine d'Espagne, on impose à Henriette une « inspection corporelle solennelle ». Outre les membres du conseil de régence, trois médecins et quatre sages-femmes, sont présents don Bernardo Espelletta, le marquis de Monteleone et Neri Lapi pour l’Espagne, ainsi que Dorothée-Sophie de Neubourg, duchesse douairière de Parme, belle-sœur d'Henriette et mère de la reine d'Espagne. Les sages-femmes entrent dans la chambre de la duchesse et en sortent en certifiant qu’elle est enceinte de six mois. Un acte public est immédiatement rédigé et envoyé à toutes les cours européennes. La reine d'Espagne n’est cependant pas convaincue et après un nouvel examen le 14 septembre, on annonce que le « ventre enceint ne donnerait pas de fruit ». L’espoir de la poursuite de la lignée masculine Farnèse s’éteint.

### Duchesse douairière et remariage
Henriette, ne pouvant revenir à Modène en raison du refus de son père, se retire à Colorno escortée par les gardes suisses, les gardes irlandais et un détachement de cavalerie impériale offert par le comte Stampa. En décembre, elle retourne au palais ducal pour rendre à Élisabeth les joyaux de famille qu’elle a en sa possession, et le 29 décembre 1731, le conseil de régence remet son mandat aux mains de Dorothée-Sophie de Neubourg, régente au nom de Charles d'Espagne, son petit-fils.
Henriette, par la suite, se retire à Plaisance, Borgo San Donnino (aujourd'hui Fidenza) et Cortemaggiore. Le 23 mars 1740, elle épouse en secondes noces à Plaisance le feld-maréchal Léopold de Hesse-Darmstadt, fils du gouverneur de Mantoue Philippe de Hesse-Darmstadt. Son second époux meurt le 27 octobre 1764, à 56 ans, et Henriette s'éteint à son tour le 30 janvier 1777.